# Yui (cantautora)
Yui (ユイ?), nacida en Fukuoka, Japón, el 26 de marzo de 1987 es una cantante japonesa. Publica sus discos bajo el sello de Sony Music Records en Japón.

## Biografía

### Primeros años
YUI nació en la prefectura de Fukuoka. Desde pequeña siempre se mantuvo cercana al mundo de la música, escuchaba la radio en el auto de su madre, cantando las melodías. Desde que estaba en la escuela primaria, ya pensaba que le gustaría ser cantante. En la escuela secundaria, se vio influenciada por su madre y empezó a escribir poesías. Ya en la preparatoria, comenzó a escribir canciones. Durante sus años en la preparatoria empezó a trabajar en un empleo de medio tiempo e ingresó a una escuela privada especial para poder cumplir su meta.
Aspirando a ser profesional, YUI llevó su guitarra por todo Fukuoka y realizó varios Street lives (Toques callejeros), lo cual le ayudó a superar su timidez.

### Inicios en la música
Su carrera profesional comenzó en marzo de 2004, cuando por recomendación de sus instructores participó en una audición de Sony Music Japan. A pesar de que sólo podía cantar 2 canciones, YUI cantó 3, recibiendo el mayor puntaje posible de parte de todos los jueces, lo que causó una feroz lucha entre las discográficas para poder firmarla bajo su sello. Primero cantó "Why Me", seguido de "It's happy line" y por último "I know". Debido a que "I know" estaba incompleta, los jueces pudieron ser los primeros en oír lo que posteriormente sería llamado "YUI-go" o "YUI-speak" (YUI語 en japonés), una especie de inglés sin sentido ajustado al ritmo y tono que utiliza durante el proceso de composición. Un ejemplo de esto se encuentra en la película "Taiyou no Uta" donde YUI (como Kaoru Amane) cantó una versión en "YUI-go" de "Good-bye days" mientras trabajaba en su composición.
En víspera de Navidad de ese año, ella lanzó su single debut "It's happy line" bajo el sello discográfico indie Leaflet Records. El single venía acompañado con la canción "I know" ya completa. Este single estuvo limitado a 2,000 copias.

### CAN'T BUY MY LOVE(2006–2007)
Meses más tarde, el 17 de junio de 2006, se estrenó una película protagonizada por YUI, titulada "Taiyou no Uta", la cual se proyectó en el Festival de Cine de Cannes de 2006. Su quinto single, "Good-bye days", fue escrito para esta película y es en la actualidad su single más vendido, con más de 200,000 copias. El siguiente single, "I remember you", evoca acontecimientos de la película, y se considera como continuación de ella. Tras la salida de su siguiente single, "Rolling star", tema de apertura del anime "Bleach", YUI consiguió más fama a nivel mundial.
En cambio, "CHE.R.RY", su octavo single, tuvo unas altas ventas en Japón ya que fue utilizado como canción para un comercial de KDDI au Listen Mobile Service. Su segundo álbum, CAN'T BUY MY LOVE, gozó de buenas ventas, y permaneció durante dos semanas como álbum más vendido en Japón. Tras la salida de este álbum, YUI vuelve a irse de gira bajo el nombre de "Spring&Jump". Meses más tarde, su primer DVD en vivo "Thank you My Teens" salió a la venta. En este DVD se encuentran algunas de sus actuaciones durante uno de sus conciertos en Shibuya, Tokio.

### I LOVED YESTERDAY(2007-2008)
En junio de 2007, YUI sacó a la venta su primer single doble, titulado "My Generation / Understand". "My Generation" fue la canción del dorama "Seito Shokun!", y "Understand" de la película "Sidecar ni Inu". Su décimo single siguió la misma pauta que los anteriores, y "LOVE & TRUTH" ,volvió a ser tema principal de una película, en este caso de la película de "Closed Note". Antes de la salida de su siguiente single, YUI actuó en uno de los estadios más grandes de Japón, el Nippon Budōkan. Las entradas estaban agotadas a las pocas horas de su puesta en venta.
Su primer sencillo durante 2008, "Namidairo", volvió a ser tema principal de una serie, en este caso de "4 Shimai Tantei Dan". El que en principio iba a ser el cuarto single antes del nuevo álbum, "Laugh away", fue lanzado como single digital para celulares días antes de la salida de su tercer álbum, "I LOVED YESTERDAY". Al igual que con sus álbumes anteriores, YUI volvió a ir de gira, esta vez por más localidades japonesas, en su tercer tour "oui".
Durante ese tour lanzó su, hasta esa fecha, último single, titulado "SUMMER SONG", el cual fue el primer lugar en la lista Oricon, desde "I remember you", que no había sido usado en un drama, película, comercial, o anime.

### MY SHORT STORIES(2008-2010)
Este álbum (que fue una compilación de "B-Sides" (Lados B), además de una nueva canción llamada "I'll be") lanzado el 12 de noviembre de 2008, de nuevo llegó al primer lugar en la lista Oricon, siendo la segunda solista femenina en liderar los rankings de venta con un compilación de B-Sides, después del álbum de Seiko Matsuda "Touch Me", lanzado a la venta en 1984. "I'll be" formó parte de una campaña publicitaria de SONY llamada "Play You", promocionando los nuevos Sony Walkman serie "S". El 29 de agosto de 2008, en el llamado "YUI Diary" de su website YUI-net, anunció que se iba a tomar un receso para re-energizarse y llegar totalmente concentrada para las nuevas canciones del siguiente año. Durante su descanso, participó en la producción de una de las canciones de la banda Stereopony, "I Do It" que sería el 3º sencillo de la banda de chicas, lanzado a la venta el 22 de abril de 2009.
YUI anunció que volvería el día anterior a su 22º cumpleaños, el 25 de marzo, tras 5 meses de receso en el diario oficial de su sitio web. El nuevo single, de título "again", fue el primer opening del remake de la serie Fullmetal Alchemist, llamado "Fullmetal Alchemist: Brotherhood" estrenada el 5 de abril. "again" debutó en primer lugar en el ranking Oricon, vendiendo más de 110,000 copias en la primera semana.
El 7 de octubre YUI lanza su segundo single doble "It's all too much / Never say die". Las dos canciones nuevas del sencillo fueron seleccionadas para ser el tema principal y un tema insertado, respectivamente, de la película en imagen real del manga Kaiji, estrenada por primera vez el 10 de octubre.
El 20 de enero de 2010 YUI lanzó su sencillo "GLORIA" que se utilizó en una campaña de la compañía Benesse. Cerca de su quinto aniversario como artista, grabó el "PV" (Promotional video) de Muffler.
Para el 2 de junio de 2010 se espera su nuevo sencillo "to Mother" una canción personal y más suave que las anteriores.
Recientemente saldrá a la venta, el 26 de enero de 2011, su nuevo single "It´s my life/Your Heaven" compuesto por tres canciones, las dos mencionadas en el título del single y "Rain". "It’s My Life" está siendo utilizada para promocionar una campaña de una compañía de educación U-CAN.co, mientras que “Your Heaven” se usa para la nueva campaña Play You de los reproductores Sony Walkman. Incluso pueden escuchar la canción de un pequeño concierto llamado Live in the Dark (un concierto cuyo propósito era "escuchar" las melodías, y por ello se realizó en la penumbra) en el que apareció junto a Shota Shimizu y JASMINE quienes también encabezan dicha campaña. Ya está disponible en línea el video de "Your Heaven" en el sitio oficial de YUI. Por otra parte, el video de "It’s My Life" terminó ya de grabarse, saldrá al aire el 26 de enero. Ambos se recogen en el DVD Tracklist que saldrá también el 26 de enero.

## Discografía

### Álbumes
| #                | Información | Ventas         |
| ---------------- | --- | -------------- |
| 1º / Debut Álbum | From Me to You - Lanzamiento: 22 de febrero de 2006 - Oricon Top 200 Ranking Semanal: 4 - A partir de los sencillos: "It's Happy Line", "Feel My Soul", "Tomorrow's Way", "Life", "Tokyo" - RIAJ Certificación: Disco de platino | 265,645 copias |
| 2º               | Can't Buy My Love - Lanzamiento: 4 de abril de 2007 - Oricon Top 200 Ranking Semanal: 1 (2 semanas en #1 lugar) - G-Music Taiwán Gráficos Top 20 Ranking Semanal: 8 - A partir de los sencillos: "Good-bye Days", "I Remember You", "Rolling Star", "Che.R.Ry" - RIAJ Certificación: Triple disco de platino                         | 682.585 copias |
| 3º               | I Loved Yesterday - Lanzamiento: 9 de abril de 2008 - Oricon Top 200 Ranking Semanal: 1 - A partir de los sencillos: "My Generation/Understand", "LOVE & TRUTH", "Namidairo" - RIAJ Certificación: Doble disco de platino | 475.709 copias |
| B-Sides Álbum    | MY SHORT STORIES - Lanzamiento: 12 de noviembre de 2008 - Oricon Top 200 Ranking Semanal: 1 - A partir de los sencillos: "It's Happy Line", "Feel My Soul", "Tomorrow's Way", "Life", "Tokyo", "Good-bye Days", "I Remember You", "Rolling Star", "Che.R.Ry", "My Generation/Understand", "LOVE & TRUTH", "Namidairo", "SUMMER SONG" | 269.366 copias |
| 4º               | HOLIDAYS IN THE SUN - Lanzamiento: 14 de julio de 2010 - Oricon Top 200 Ranking Semanal: 1 - A partir de los sencillos: "SUMMER SONG", "Again", "It's All Too Much / Never Say Die", "GLORIA", "To Mother" | 309,253 copias |
| 5º               | HOW CRAZY YOUR LOVE - Lanzamiento: 2 de noviembre de 2011 - Oricon Top 200 Ranking Semanal: 1 - A partir de los sencillos: "Rain", "It's my life / Your Heaven", "HELLO ～Paradise Kiss～", "Green a.live" | 202,312 copias |
| Álbum Tributo    | She Loves You - Lanzamiento: 24 de octubre de 2012 - Oricon Top 200 Ranking Semanal: 7 - Participación de varios artistas como: "SCANDAL", "miwa", "stereopony", "Shoko Nakagawa"" y más. | 27,564 copias  |
| Best Álbum       | ORANGE GARDEN POP - Lanzamiento: 5 de diciembre de 2012 - Oricon Top 200 Ranking Semanal: 3 | 205,032 copias |
| Best Álbum       | GREEN GARDEN POP - Lanzamiento: 5 de diciembre de 2012 - Oricon Top 200 Ranking Semanal: 2 | 207,698 copias |

### Sencillos
|      | Lanzamiento              | Título | Posición en ORICON Charts | Ventas         |
| ---- | ------------------------ | --- | ------------------------- | -------------- |
| 1.º  | 24 de diciembre de 2004  | It's happy line / I know(Indie Single) 1. It's happy line 2. I know                                                                                     | N/A                       | N/A            |
| 2.º  | 23 de febrero de 2005    | Feel My Soul 1. "Feel my soul" 2. "Free Bird" 3. "Why Me" 4. "Feel My Soul ~Instrumental~"                                                              | 8                         | 107 930 copias |
| 3.º  | 26 de junio de 2005      | Tomorrow's way 1. "Tomorrow's way" 2. "Last Train" 3. "Feel My Soul ～YUI Acoustic Version～" 4. "Tomorrow’s Way ～Instrumental～"                      | 15                        | 32 391 copias  |
| 4.º  | 9 de noviembre de 2005   | LIFE 1. "LIFE" 2. "Crossroad" 3. "Tomorrow’s Way ～YUI Acoustic Version～" 4. "LIFE ～Instrumental～"                                                   | 9                         | 44 708 copias  |
| 5.º  | 18 de enero de 2006      | TOKYO 1. "TOKYO" 2. "HELP" 3. "LIFE ～YUI Acoustic Version～" 4. "TOKYO ～Instrumental～"                                                               | 15                        | 20 123 copias  |
| 6.º  | 14 de junio de 2006      | Good-bye Days 1. "Good-bye days" 2. "Skyline" 3. "It's happy line" 4. "Good-bye days ～Instrumental～"                                                  | 3                         | 241 873 copias |
| 6.º  | 20 de septiembre de 2006 | I remember you 1. "I remember you" 2. "Cloudy" 3. "Good-bye days ～YUI Acustic Version～" 4. "I remember you ～Instrumental～"                          | 2                         | 70 421 copias  |
| 7.º  | 17 de enero de 2007      | Rolling star 1. "Rolling star" 2. "Winter Hot Music" 3. "I remember you ～YUI Acoustic Version～" 4. "Rolling star ～Instrumental～"                    | 4                         | 169 277 copias |
| 8.º  | 7 de marzo de 2007       | CHE.R.RY 1. "CHE.R.RY" 2. "Driving today" 3. "Rolling star～YUI Acoustic Version" 4. "CHE.R.RY～Instrumental～"                                         | 2                         | 168 964 copias |
| 9.º  | 13 de junio de 2007      | My Generation / Understand 1. "My Generation" 2. "Understand" 3. "CHE.R.RY～YUI Acoustic Version～" 4. "My Generation～Instrumental～"                  | 9                         | N/A            |
| 10.º | 26 de septiembre de 2007 | LOVE&TRUTH 1. "LOVE&TRUTH" 2. "Jam" 3. "My Generation ～YUI Acoustic Version～" 4. "LOVE&TRUTH ～Instrumental～"                                        | 1                         | 144 651 copias |
| 11.º | 27 de febrero de 2008    | Namidairo 1. "Namidairo" 2. "I wanna be..." 3. "LOVE & TRUTH ～YUI Acoustic Version～" 4. "Namidairo ～Instrumental～"                                  | 3                         | 115 168 copias |
| 12.º | 2 de julio de 2008       | SUMMER SONG 1. "SUMMER SONG" 2. "Oh My God" 3. "Laugh away ～YUI Acoustic Version～" 4. "SUMMER SONG ～Instrumental～"                                  | 1                         | 108 825 copias |
| 13.º | 3 de junio de 2009       | Again 1. "again" 2. "Sea" 3. "SUMMER SONG ～YUI Acoustic Version～" 4. "again ～Instrumental～"                                                         | 1                         | 163 876 copias |
| 14.º | 7 de octubre de 2009     | It's all too much / Never say die 1. "It's all too much" 2. "Never say die" 3. "again ～YUI Acoustic Version～" 4. "It's all too much ～Instrumental～" | 1                         | 108 793 copias |
| 15.º | 20 de enero de 2010      | GLORIA 1. "GLORIA" 2. "Muffler" 3. "It's all too much ～YUI Acoustic Version～" 4. "GLORIA ～Instrumental～"                                            | 1                         | 113 723 copias |
| 16.º | 2 de junio de 2010       | to Mother 1. "to Mother" 2. "Tonight" 3. "GLORIA ～YUI Acoustic Version～" 4. "to Mother ～Instrumental～"                                              | 1                         | 89 554 copias  |
| 17.º | 24 de noviembre de 2010  | Rain 1. "Rain" 2. "a room" 3. "How crazy ~Yui Acoustic Version~" 4. "Rain ~Instrumental~"                                                               | 2                         | 83 706 copias  |
| 18.º | 26 de enero de 2011      | It's my life/Your Heaven 1. "It's My Life" 2. "Your Heaven" 3. "Rain ~Yui Acoustic Version~" 4. "It's My Life ~instrumental~"                           | 3                         | 87 216 copias  |
| 19.º | 1 de junio de 2011       | HELLO~Paradise Kiss~ 1. "HELLO~Paradise Kiss" 2. "YOU" 3. "It`s my Life ～ YUI Acoustic Version ～" 4. "HELLO~Paradise Kiss～ ～instrumental～"         | 3                         | 100 124 copias |
| 20.º | 5 de octubre de 2011     | Green a.live 1. "Green a.live" 2. "Let’s face it" 3. "HELLO~Paradise Kiss~ ～YUI Acoustic Version～" 4. "Green a.live ～Instrumental～"                 | 1                         | 68 106 copias  |
| 21.º | 5 de septiembre de 2012  | Fight 1. "fight" 2. "If you" 3. "Happy Birthday to you you ~YUI Acoustic Version~" 4. "fight ~Instrumental~"                                            | 5                         | 52 603 copias  |

## Filmografía
- Taiyou no uta (タイヨウのうた): 17 de junio de 2006, Japón